# Lumban
Lumban (Bayan ng Lumban) är en kommun i Filippinerna. Kommunen ligger på ön Luzon, och tillhör provinsen Laguna. Folkmängden uppgår till 25 936 invånare.

## Barangayer
Lumban är indelat i 18 barangayer.
| - Bagong Silang - Balimbingan (Pob.) - Balubad - Caliraya - Concepcion - Lewin - Maracta (Pob.) - Maytalang I - Maytalang II - Primera Parang (Pob.) | - Primera Pulo (Pob.) - Salac (Pob.) - Segunda Parang (Pob.) - Segunda Pulo (Pob.) - Santo Niño (Pob) - Wawa - Kulyon (uninhabited) - Binayuyo(uninhabited) |